# Bombus patagiatus
Bombus patagiatus (saknar svenskt namn) är en insekt i överfamiljen bin (Apoidea) och släktet humlor (Bombus) som lever i norra och centrala Kina västerut till nordöstra Europa.

## Utseende
En förhållandevis liten art med en drottning som är omkring 18 mm lång, arbetare på 10 till 15 mm och hanar som är mellan 14 och 15 mm långa. Vingarna är ljusbruna, och tungan kort. Honorna (drottning och arbetare) har ljusgrå mellankropp med ett svart band mellan vingbaserna. Främsta bakkroppssegmentet är vitt, det andra ljusgult, det tredje svart, och resten av bakkroppen till största delen vit. Hanarna har i princip samma färgteckning, men det ljusgrå och vita på mellankropp och de främre segmenten av bakkroppen är ersatt av gult. Bakkroppssegment 4 till 7 är emellertid vita, precis som motsvarande segment hos honorna. Dessutom kan hanarna ha en smal gul rand baktill på det tredje bakkroppssegmentet.

## Vanor
Bombus patagiatus är en alpin art som finns på hög höjd i bergen, mellan 3 300 och 4 700 m. Den samlar nektar och pollen från ett flertal blommande växter, som lökarter, fjällskäror, tryar, sugor, vedlar, klovedlar, stormhatten Aconitum gymnandrum samt spiror. Flygtiden varar från slutet av juni till början av september.

## Utbredning
Bombus patagiatus finns i Tibet samt centrala och norra Kina (Inre Mongoliet samt provinserna Ningxia, Heilongjiang, Jilin, Liaoning, Hebei, Beijing, Shanxi, Shaanxi, Gansu, Sichuan, Qinghai, Xizang, Hubei, Guizhou, Hunan, Guangxi, Fujian och Zhejiang) samt västerut genom Ryssland till Onegasjön i nordvästra delarna av landet.

### Bokkällor
- Paul Williams, Ya Tang, Jian Yao & Sydney Cameron (2008). ”The bumblebees of Sichuan (Hymenoptera: Apidae, Bombini)” (på engelska) (PDF (9,34 MB)). Systematics and Biodiversity. University of Illinois. doi:10.1017/S1477200008002843. http://www.life.illinois.edu/scameron/pdfs/Williams&al09_Sichuan.pdf. Läst 12 maj 2010.

### Fotnoter
1. ↑  ”Bombus (in the strict sense)” (på engelska). Natural History Museum, London. http://www.nhm.ac.uk/research-curation/research/projects/bombus/bo.html. Läst 11 januari 2015.
2. ↑  ”Bombus patagiatus Nylander 1848” (på engelska). Discover Life. http://www.discoverlife.org/mp/20q?search=Bombus+patagiatus. Läst 9 juni 2010.
3. 1 2 3  ”Bombus patagiatus Nylander, 1848” (på engelska). ITIS. https://www.itis.gov/servlet/SingleRpt/SingleRpt?search_topic=TSN&search_value=714977#null. Läst 13 april 2024.
4. 1 2 3 4  Williams et al. (2008), "The bumblebees of Sichuan (Hymenoptera: Apidae, Bombini)" sid. 11, 66
5. 1 2  Rasmont P. & Iserbyt I. (28 augusti 2014). ”Atlas of European Bees: genus Bombus” (på engelska). Atlas Hymenoptera. Université de Mons. http://zoologie.umh.ac.be/hymenoptera/page.asp?id=169. Läst 9 november 2014.
6. ↑  Williams et al. (2008), "The bumblebees of Sichuan (Hymenoptera: Apidae, Bombini)" sid. 36